# Let It Snow!
Let It Snow! è un album del cantante canadese Michael Bublé, pubblicato negli Stati Uniti nel 2003. Più tardi è stato ripubblicato negli Stati Uniti e nel Regno Unito nell'ottobre 2007.
L'album contiene cinque nuove tracce non pubblicate precedentemente e una traccia video.

## Tracce
1. Let it snow! Let it snow! Let it snow!
2. The Christmas song
3. Grown-Up Christmas List
4. I'll be home for Christmas
5. White Christmas
6. Let it snow! Let it snow! Let it snow (Live) (Video 2003, versione live nel 2007)